# Mercedes-Benz OM 656
| Mercedes-Benz        | Mercedes-Benz              |
| -------------------- | -------------------------- |
|                      |                            |
| OM 656               |                            |
| Hersteller:          | Mercedes-Benz Group        |
| Produktionszeitraum: | seit 2017                  |
| Funktionsprinzip:    | Diesel                     |
| Bauform:             | Reihenmotor, Sechszylinder |
| Hubraum:             | 2925 cm³ 2989 cm³          |
| Vorgängermodell:     | OM 642                     |
| Nachfolgemodell:     | keines                     |
| Ähnliche Modelle:    | OM 654                     |

Der OM 656 ist ein Dieselmotor von Mercedes-Benz, der 2017 eingeführt wurde. Die Montage erfolgt bei der MDC Power GmbH in Kölleda.
Der Sechszylinder-Reihenmotor OM 656 ist der Nachfolger des OM 642 und Teil einer modularen Motorengeneration, die Vier- und Sechszylinder-Dieselmotoren sowie Vier- und Sechszylinder-Ottomotoren umfassen. Durch gleichen Zylinderhubraum (ca. 487 cm³) und -abstand (90 mm) wird eine hohe Zahl von Gleichteilen erreicht.
Der erste Einsatz des Motors erfolgte 2017 in der Modellpflege der S-Klasse (Baureihe 222).

## Technik

### Grundmotor
Der Hubraum des Sechszylinder-Reihenmotors beträgt 2925 cm³ mit einer Bohrung von 82 mm und einem Hub von 92,3 mm bei einem Zylinderabstand von 90 mm. Das Verdichtungsverhältnis beträgt 15,5 : 1. Das Kurbelgehäuse des Motors besteht aus Aluminium, der Zylinderkopf aus einer hochfesten Aluminium-Legierung. Es kommen Stahlkolben und eine sogenannte NANOSLIDE®-Zylinderbeschichtung zum Einsatz. Dabei handelt es sich um eine Eisen-Kohlenstoff-Schicht, die mittels Lichtbogendrahtspritzen direkt auf die Aluminium-Oberfläche aufgebracht wird und hohe Ölrückhaltevolumina in der Zylinderlaufbahn ermöglicht.
Die Steuerung des Ladungswechsels erfolgt über vier Ventile pro Zylinder (Vierventiltechnik) und zwei obenliegende, von einer Steuerkette angetriebene Nockenwellen. Der Motor hat eine schaltbare Auslassnockenwelle, um das Aufheizen der Abgasanlage zu unterstützen.

### Aufladung und Abgas
Der Motor hat einen zweistufigen Abgasturbolader der Firma BorgWarner. Die verdichtete Frischluft wird in einem Ladeluftkühler gekühlt.
Der OM 656 hat sowohl eine gekühlte Niederdruck-Abgasrückführung (AGR) als auch eine gekühlte Hochdruck-Abgasrückführung. Das Abgas der Niederdruck-AGR wird dabei hinter dem Partikelfilter entnommen, gekühlt und vor dem Verdichter wieder eingeleitet.
Die Abgasnachbehandlung des OM 656 ist systemidentisch mit der des OM 654, erfolgt motornah und wurde auf Testverfahren wie den WLTP-Zyklus und Real Driving Emissions (RDE) ausgelegt.  Hinter der Turbine des Turboladers kommt zunächst ein Dieseloxidationskatalysator (DOC) zum Einsatz, anschließend wird mit einem Fallstrommischer die zur Reinigung der Stickoxide benötigte Harnstofflösung AdBlue zudosiert. Nach einer kurzen Mischstrecke schließen sich ein SCR-beschichteter Dieselpartikelfilter (sDPF) und ein SCR-Katalysator an.

### Einspritzung und Brennverfahren
Die Common-Rail-Einspritzung arbeitet mit einem Kraftstoffdruck bis zu 2700 bar.
Wie beim OM 654 wird das Stufenmulden-Brennverfahren  angewendet. Dies soll im Vergleich zur vorigen Omega-Mulde zu einem besseren Wirkungsgrad bei gleichzeitig niedrigeren Partikelrohemissionen führen.

## Versionen
Der OM 656 wird in mehreren Leistungsstufen angeboten.

### OM 656 D 29 R SCR*
| Verkaufsbezeichnung                                                                                  | Baureihe       | Bauzeitraum       |
| --- | -------------- | ----------------- |
| Hubraum: 2925 cm³, Leistung: 200 kW (272 PS) bei 3400–4600/min, Drehmoment: 600 Nm bei 1200–3200/min |                |                   |
| GLE 350 d 4MATIC                                                                                     | Baureihe 167   | 12/2018 – 2021    |
| Hubraum: 2925 cm³, Leistung: 210 kW (286 PS) bei 3400–4600/min, Drehmoment: 600 Nm bei 1200–3200/min |                |                   |
| CLS 350 d 4MATIC                                                                                     | Baureihe 257   | 03/2018 – 06/2020 |
| E 350 d                                                                                              | Baureihe 213   | 09/2018 – 06/2020 |
| E 350 d                                                                                              | Baureihe 238   | 11/2018 – 06/2020 |
| G 350 d 4MATIC                                                                                       | Baureihe 463   | seit 01/2019      |
| GLS 350 d 4MATIC                                                                                     | Baureihe X 167 | seit 10/2019      |
| S 350 d (4MATIC)                                                                                     | Baureihe 222   | 07/2017 – 09/2020 |
| S 350 d (4MATIC)                                                                                     | Baureihe 223   | seit 09/2020      |

### OM 656 D 29 SCR*
| Verkaufsbezeichnung                                                                                  | Baureihe                  | Bauzeitraum               |
| --- | ------------------------- | ------------------------- |
| Hubraum: 2925 cm³, Leistung: 243 kW (330 PS) bei 3600–4000/min, Drehmoment: 700 Nm bei 1200–3000/min |                           |                           |
| GLC 400 d 4MATIC                                                                                     | Baureihe 253              | seit 07/2019              |
| GLE 400 d 4MATIC                                                                                     | Baureihe 167              | seit 12/2018              |
| GLS 400 d 4MATIC                                                                                     | Baureihe 167              | seit 10/2019              |
| G 400 d 4MATIC                                                                                       | Baureihe 463              | seit 07/2019              |
| Hubraum: 2925 cm³, Leistung: 250 kW (340 PS) bei 3600–4400/min, Drehmoment: 700 Nm bei 1200–3200/min |                           |                           |
| CLS 400 d 4MATIC                                                                                     | Baureihe 257              | 03/2018 – 08/2023         |
| E 400 d 4MATIC                                                                                       | Baureihe 213 Baureihe 238 | seit 04/2018 seit 09/2018 |
| S 400 d (4MATIC)                                                                                     | Baureihe 222              | 07/2017 – 09/2020         |
| S 400 d 4MATIC                                                                                       | Baureihe 223              | seit 09/2020              |

 * Die Motorbezeichnung ist wie folgt verschlüsselt:
OM = Ölmotor (Diesel), Baureihe = 3-stellig, D = Direkteinspritzung, Hubraum = Deziliter (gerundet), R = reduzierte Leistung, SCR = Art der Abgasnachbehandlung